# Негрово (Одесская область)
Негрово (укр. Негрове) — село, относится к Саратскому району Одесской области Украины.
Население по переписи 2001 года составляло 266 человек. Почтовый индекс — 68220. Телефонный код — 4848. Занимает площадь 0,35 км². Код КОАТУУ — 5124583206.

## Местный совет
68220, Одесская обл., Саратский р-н, с. Надежда, ул. Ленина, 31